# نجيب عياد
نجيب عياد (13 ديسمبر 1953 - 16 أغسطس 2019) هو منتجٌ تونسي، وناقد فني وأستاذ في الأدب الفرنسي، كان المدير التنفيذي لأيام قرطاج السينمائية في نسختها الثانية والعشرون سنة 2018.

## سيرته
ولد نجيب عياد في 13 ديسمبر من سنة 1953. اشتغل كصحافي وناقد أفلام في ما بين 1975 و1980، ثم أصبح عضوًا في لجنة الأفلام التونسية التابعة لوزارة الثقافة، حيث كان المنتج التنفيذي لعشرة أفلام قصيرة وطويلة.
في عام 1998 أسس شركة الضفاف التي من أفلامها «أوديسه» الذي أخرجه إبراهيم باباي سنة 2003، و«ملائكة الشيطان» إخراج أحمد بولان سنة 2007. هذه الشركة أنتجت كذلك مسلسلات تلفزية كذلك. ترأس نجيب عياد العديد من المهرجانات منها المهرجان الدولي لفيلم الأطفال والشباب ومهرجان أيام قرطاج السينمائية سنة 2018. كما كان رئيس اتحاد نوادي السينما في تونس في 1975. كان نجيب عياد الصديق المقرب أحمد بهاء الدين عطية حتى مماته سنة 2007.

## أعماله

### أفلام
- ظل الأرض (إخراج: الطيب الوحيشي)، 1982
- العبور، (إخراج: محمود بن محمود)، 1982
- السامة، (إخراج: ناجية بن مبروك)، 1988
- أوديسه، (إخراج: إبراهيم باباي)، 2003
- ملائكة الشيطان، 2007
- صباط العيد، 2012
- الحي يروح، (إخراج: محمد أمين بوخريص)، 2013

### مسلسلات
- شرع الحب، 2005، تونس 7

## وفاته
تُوفي في مدينة تونس بتاريخ 16 أغسطس 2019 بسبب سكتة قلبية.

## روابط خارجية
- نجيب عياد على موقع IMDb (الإنجليزية)
- نجيب عياد على موقع قاعدة بيانات الأفلام العربية